# La Castiglia
La Castiglia era la residenza privilegiata e fortificata dei marchesi di Saluzzo, appartenenti al ramo Del Vasto degli Aleramici, dal 1175 al 1548 regnanti sull'omonimo marchesato che, conteso fra il regno di Francia ed il ducato di Savoia per la sua strategica posizione, lottò per il dominio sul Piemonte. La rocca domina tuttora il panorama della cittadina.

## Storia e descrizione

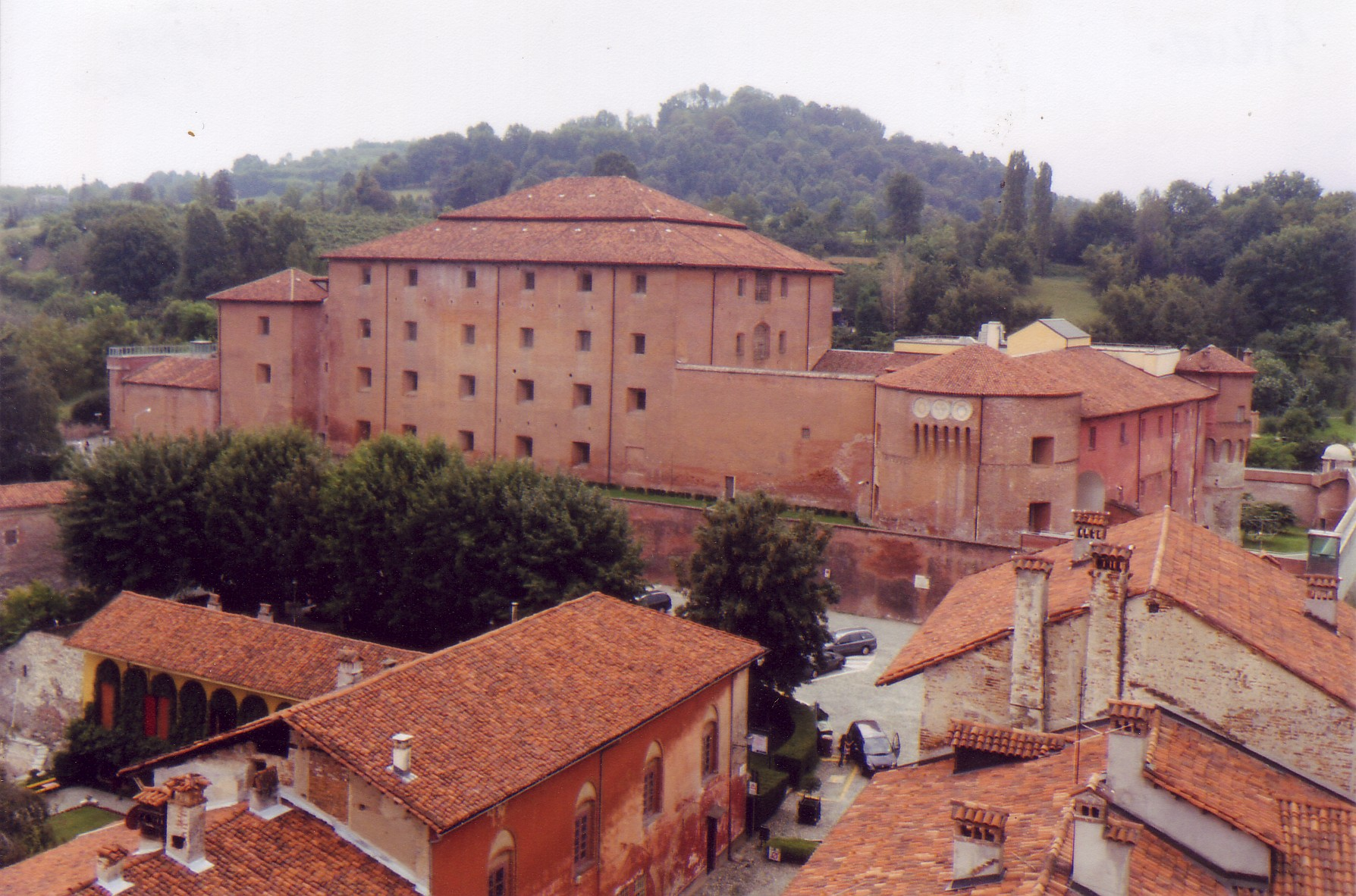
Vista panoramica della Castiglia

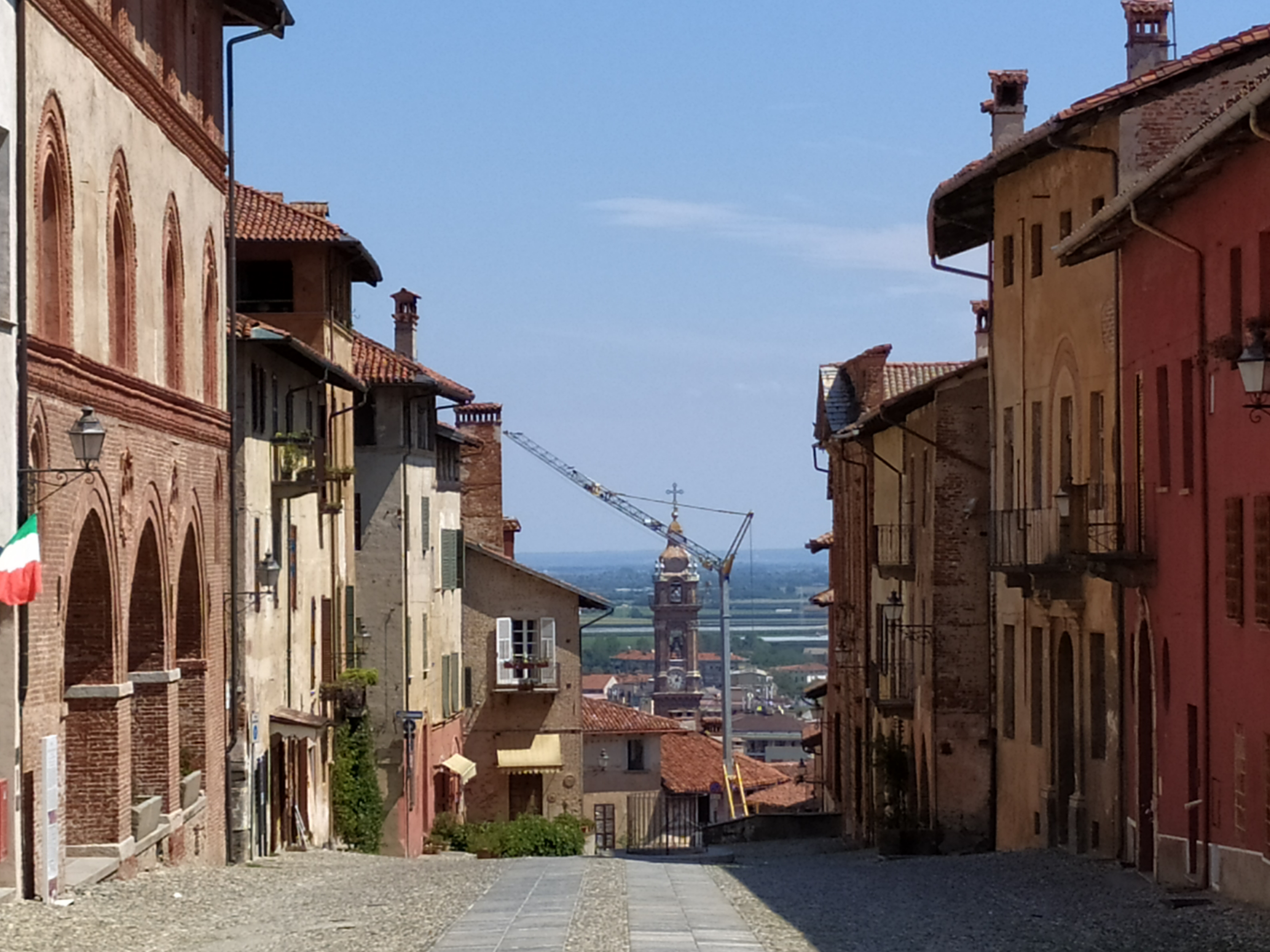
Veduta della Salita alla Castiglia

La salita al castello, antico sito commerciale, poi sede del potere civile e marchesale del borgo trecentesco, conduceva alla fortezza, ed era caratterizzata da una teoria di dimore gentilizie (tra cui Palazzo Malacarne) e dal palazzetto della Zecca (probabilmente un deposito, giacché l'officina monetaria del marchesato si trovava a Carmagnola). Davanti al torrione circolare e al portale d'ingresso fu collocata nel Settecento la fontana della Drancia, realizzata nel 1481, il cui originale è oggi custodito nel loggiato della poco distante Casa Cavassa.
Edificata originariamente come roccaforte per volere del marchese Tommaso I (1244-1296) tra il 1271 e il 1286, unitamente alla prima cinta muraria, al fine di rimpiazzare l'antico castel Soprano. L'appellativo Castiglia derivava forse dal fatto che nel luogo esisteva un certo numero di fortificazioni: castella, parola latina con il significato di castelli. L'ubicazione sul punto più alto del paese assicurava la ricerca di riservatezza da parte della famiglia reggente che, in ogni caso, poteva vigilare in modo esauriente su tutto ciò che succedeva nella parte bassa.
Nel corso dei secoli la rocca subì radicali ampliamenti, a causa della crescente importanza conquistata dal marchesato: fu munita di quattro torrioni collegati da solidi baluardi, di ponte levatoio e circondata da un ampio fossato. Nel XV secolo, inoltre, in considerazione di un propizio periodo contraddistinto da pace e benessere, il marchese Tommaso III (1336-1357) fece compiere decisivi lavori per convertire la fortezza in dimora gentilizia, degna della casata che vi risiedeva.
Nel 1492 il sovrano di Saluzzo Ludovico II (1475-1504), in occasione del suo secondo matrimonio con la francese Margherita di Foix-Candale (1473-1536), in suo onore, prima che arrivasse in città, ordinò l'erezione del massiccio torrione rotondo, sopravvissuto fino ad oggi, e fece affrescare le stanze di rappresentanza come si confaceva a una dimora signorile del Cinquecento (tali opere non esistono più).
Dopo la morte del consorte, Margherita, attraverso l'avvicendamento al potere di quattro suoi figli (Michele Antonio, Giovanni Ludovico, Francesco e Gabriele, ultimo marchese), esercitò un ruolo determinante sugli affari del piccolo Stato. Si trasferì, tuttavia, dalla Castiglia al castello di Revello che diventò la sua residenza preferita.
Estintasi nel 1548 la dinastia regnante, il territorio saluzzese fu annesso al regno di Francia e, nel 1601, al ducato di Savoia. Iniziò per la rocca un periodo di inarrestabile decadenza durata fino ai giorni nostri. Fu variamente adibita a sede del presidio militare francese, poi sabaudo, ad abitazione di personalità governative, a ricovero per malati ed, infine, a temuto e duro istituto carcerario fino al 1992. Nel 2002 il Demanio la diede in comodato al comune di Saluzzo che procedette ad attenti restauri con l'intento di una destinazione museale.
Nei primi anni dell'Ottocento la Castiglia era soltanto un castello abbandonato, riprodotto su stampe e disegni di alcuni artisti. Si procedette all'abbattimento e a drastiche modifiche di importanti sue parti, furono devastate le pitture quattrocentesche. Per avere un'idea di come fosse in origine, esternamente ed internamente, è opportuno ammirare le litografie che lo rappresentano o leggere il capitolo in cui lo descrive lo scrittore Delfino Muletti nella sua monumentale opera sulla storia del marchesato.

## I Musei della Castiglia
Grazie ai restauri avviati nel 2006, il complesso ha aperto al pubblico, dedicando la maggior parte dei suoi locali agli spazi museali, ad eventi di promozione culturale e turistica e ad un ristorante. Al piano terra si trova la collezione permanente IGAV dedicata all’arte contemporanea, con la quale la Castiglia è entrata a far parte dei “luoghi del contemporaneo”,  individuati dal Ministero dei Beni e delle Attività Culturali e del Turismo.
Sito al terzo piano, il "Museo della Civiltà Cavalleresca" presenta la storia del Marchesato di Saluzzo a cavallo tra 1100 e 1500. Dalla chiusura del carcere (1992), l’edificio ospita al piano interrato, nei locali del vecchio penitenziario, il "Museo della Memoria Carceraria"